# АК-630М1-2
АК-630М1-2 „Рой“ е съветска шестстволна корабна автоматична артилерийска установка с калибър 30 mm. Създадена е за обезпечаване на ПРО на корабите на ВМФ в близката зона, основно за унищожаване на ПКР, и другите видове управляемо оръжие. Може също да изпълнява задачи за унищожаване на самолети, вертолети и другите средства за въздушно нападение на противника, поразяване на маломерни морски надводни и брегови цели. Серийното ѝ производство така и не започва, не е приета на въоръжение. През 1990-те години е предлагана за експорт.

## Тактико-технически характеристики
- Калибър: 30 mm
- Патрон: 30×165 mm
- Темп на стрелба: 10 000 изстрела/минута
- Максимална далечина на водене на огъня: 4000 – 5000 m
- Начална скорост на снаряда: 875+25 m/s

## Основни ползватели на АК-630М1-2
- СССР СССР
- Русия Русия

## Кораби, носещи АК-630М1-2
Една установка АК-630М1-2 е поставена на ракетния катер Р-44 от проекта 2066 за провеждане на изпитания през 1987 г. През 2008 г. катерът Р-44 е отписан от флота и по-късно утилизиран.
ТАРКР „Петър Велики“ е въоръжен със зенитния ракетно-артилерийски комплекс „Кортик“, който соигурява самообраната му от редица „умни“ оръжия, включа противокорабни и противорадиолокационни ракети, авиабомби, самолети и вертолети, малотонажни кораби. Всяка установка има по две 30 мм шестцевни артилерийски установки АК-630М1-2 с 2 автомата АО-18 с въртящ се блок от стволове (по схемата на „Гатлинг“) със сумарна скорострелност от 10000 и/м. Оръдията са разположени едно над друго (разстояние между осите на блоковете на стволовете е 320 мм).